# Титаничен аморфофалус
Титаничният аморфофалус (на латински: Amorphophallus titanum, на английски: titan arum), или така нареченото трупно цвете, е цъфтящо растение с най-голямото неразклонено съцветие в света. То може да достигне височина от 2,5 m и ширина от 1,5 m. Amorphophallus titanum е ендемичен за Суматра. От същия род Аморфофалус е Amorphophallus gigas – растението с втори по големина цветове в света, които са по-високи от тези на Amorphophallus titanum.

## Етимология и название
Титаничният аморфофалус получава името си от древногръцки език (άμορφος – аморфос, „без форма, деформирано“ + φαλλός – фалос и титан – „гигант“). Популярното наименование „titan arum“ е измислено от W.H. Hodge.
Поради миризмата си, подобна на гниещ труп, растението е известно като „трупно цвете“ или „трупно растение“ (индонезийски: bunga bangkai – bunga означава „цвете“, докато bangkai може да се преведе като „труп“ или „мърша“). По същата причина названието „труп цвете“ се приписва и на рода Rafflesia.

## Разпространение
Титаничният аморфофалус е с произход единствено от Западна Суматра и Западна Ява, където расте в тропическите гори на варовикови хълмове. Въпреки това растението се култивира успешно от ботанически градини и частни колекционери по целия свят.

## Описание
Съцветието на трупното цвете може да достигне над 3 метра височина. И мъжките, и женските цветя растат в едно и също съцветие. Първо се отварят женските цветя, след това ден или два след това, мъжките цветя се отварят. Това обикновено предотвратява самоопрашването на цветето.
След като цветето загине, обратно, от подземния корен расте едно листо, което достига размерите на малко дърво. Листът расте на малко зелено стъбло, което се разклонява на три секции в горната част, всяка от които съдържа много листовки. Структурата на листата може да достигне до 6 м височина и 5 м в ширина. Всяка година старото листо умира и на негово място расте ново. Когато коренът е съхранил достатъчно енергия, той става спящ за около четири месеца. Тогава процесът се повтаря.
Луковицата е най-голямата известна, обикновено тежи около 50 кг. Когато екземпляр от консерваторията „Принцеса на Уелс“, Kew Gardens, е бил преместен след своя период на сън, теглото му е записано като 91 кг. През 2006 г. луковица в Ботаническата градина в Бон, Германия е записана на 117 кг, и екземпляр, отглеждан в Гилфорд, Ню Хемпшир от д-р Луис Ричиардиело през 2010 г. – 138 кг. Въпреки това, сегашният рекорд се държи от луковица, отглеждана в Кралската ботаническа градина в Единбург, тежаща 153,9 кг след 7-годишен растеж от първоначален корен с размерите на портокал.

## Отглеждане
Грудката се засажда през февруари. През пролетта от нея израства лъскаво зелено-кафяво стебло с по-светли петна. Върха на листата са тъмно зелени. Растението прилича на разтворен чадър. Може да достигне височина до 1 m и диаметър на короната – 1 – 1,2 m. Цъфти през март и април, като образува прилистник в червеникаво-кафяв цвят, а от центъра му излиза лилаво-бяло съцветие дълго около 20 cm, с неприятна миризма (добре е внимателно да се отреже с остър нож).
Есента растението умира, грудката се изважда и зимува на хладно, новообразувалите се малки грудки – също.

## Галерия
- Луковица
- Цвят
- Областта на прашеца, както се вижда отвътре
- Прецъфтяващо растение показва мъжки и женски цветя в основата
- Листо
- Плодове
- Зрели плодове